# Torneo Nacional de Boxeo Playa Girón 2019
Das Torneo Nacional de Boxeo Playa Girón 2019 wurde vom 13. bis zum 18. Dezember 2019 in Camagüey ausgetragen und war die 58. Austragung der nationalen kubanischen Meisterschaften im Amateurboxen.

## Medaillengewinner
Die Meistertitel wurden in zehn Gewichtsklassen vergeben.
| Gewichtsklasse                   | Gold                | Silber            | Bronze            |
| -------------------------------- | ------------------- | ----------------- | ----------------- |
| Leichtfliegengewicht (bis 49 kg) | Billy Rodríguez     | Alibel Poll       | Giorvis Salfrán   |
| Leichtfliegengewicht (bis 49 kg) | Billy Rodríguez     | Alibel Poll       | Yoel Oliva        |
| Fliegengewicht (bis 52 kg)       | Yosvany Veitía      | Damián Arce       | Jorge Griñán      |
| Fliegengewicht (bis 52 kg)       | Yosvany Veitía      | Damián Arce       | Roiler Zamora     |
| Federgewicht (bis 57 kg)         | Osvel Caballero     | Osvaldo Díaz      | Víctor Abreu      |
| Federgewicht (bis 57 kg)         | Osvel Caballero     | Osvaldo Díaz      | Dayán González    |
| Leichtgewicht (bis 60 kg)        | Darielki Palmero    | Rafael Joubert    | Dasiel Francisco  |
| Leichtgewicht (bis 60 kg)        | Darielki Palmero    | Rafael Joubert    | Luis Reyes        |
| Leichtgewicht (bis 63 kg)        | Andy Cruz Gómez     | Jorge Moirant     | Irasel Parchments |
| Leichtgewicht (bis 63 kg)        | Andy Cruz Gómez     | Jorge Moirant     | Armando Vega      |
| Weltergewicht (bis 69 kg)        | Kevin Hayler Brown  | Roniel Iglesias   | Hugo Noriega      |
| Weltergewicht (bis 69 kg)        | Kevin Hayler Brown  | Roniel Iglesias   | Damián Lescay     |
| Mittelgewicht (bis 75 kg)        | Yariel Areu         | Yoenlis Hernández | Luis Portuondo    |
| Mittelgewicht (bis 75 kg)        | Yariel Areu         | Yoenlis Hernández | Jorge Cuéllar     |
| Halbschwergewicht (bis 81 kg)    | Arlen López         | Raisel Poll       | Lázaro Fizz       |
| Halbschwergewicht (bis 81 kg)    | Arlen López         | Raisel Poll       | Jorge Soto        |
| Schwergewicht (bis 91 kg)        | Julio César La Cruz | Ángel Nápoles     | Carlos Frómeta    |
| Schwergewicht (bis 91 kg)        | Julio César La Cruz | Ángel Nápoles     | Herich Ruíz       |
| Superschwergewicht (über 91 kg)  | Dainier Peró        | Yoandris Toirac   | Julio Bernal      |
| Superschwergewicht (über 91 kg)  | Dainier Peró        | Yoandris Toirac   | Adonisbel Iznaga  |